# Angle ponto-cérébelleux
On appelle angle ponto-cérébelleux une dépression plus ou moins angulaire qui siège entre le pont (pont de Varole ou protubérance annulaire dans l'ancienne nomenclature) et le cervelet. Souvent assez nette, cette dépression est, dans certains cas, à peine marquée.
L'angle ponto-cérébelleux est le site de la citerne de l'angle ponto-cérébelleux, une des citernes sous-arachnoïdiennes qui contiennent le liquide céphalo-rachidien, l'arachnoïde, les nerfs crâniens et les vaisseaux associés. Cette structure est également le site d'un dysfonctionnement neurologique appelé le syndrome de l'angle ponto-cérébelleux.